# لويس نيكسون
لويس نيكسون (بالإنجليزية: Lewis Nixon)‏ هو مهندس وضابط أمريكي، ولد في 7 أبريل 1861 في ليسبورغ في الولايات المتحدة، وتوفي في 23 سبتمبر 1940 في لونغ برانش في الولايات المتحدة.